# نوووسدلی (ناحیه ستراکونیتسه)
نوووسدلی (به چکی: Novosedly) یک منطقهٔ مسکونی در جمهوری چک است که در ناحیه ستراکونیتسه واقع شده‌است. نوووسدلی ۸٫۴۴ کیلومتر مربع مساحت و ۳۵۴ نفر جمعیت دارد و ۴۱۸ متر بالاتر از سطح دریا واقع شده‌است.